# Alberto Otárola
Luis Alberto Otárola Peñaranda (ur. 12 lutego 1967 w Huaraz) – peruwiański polityk i prawnik, od 21 grudnia 2022 do 5 marca 2024 roku premier Peru.

## Życiorys
Urodził się w 1967 roku. Ukończył prawo na Uniwersytecie San Martín de Porres.
W latach 2003–2004 był wiceministrem spraw administracyjnych i gospodarczych. Od 4 sierpnia do 10 grudnia 2011 był wiceministrem w ministerstwie spraw wewnętrznych, a od 11 grudnia 2011 do 10 maja 2012 roku był ministrem obrony narodowej w rządzie Ollanta Humali. Od 2017 do 2022 roku zasiadał w Komisji Narodów Zjednoczonych ds. Środków Odurzających, będąc w latach 2020-2021 jej wiceprzewodniczącym.
10 grudnia 2022 roku ponownie został ministrem obrony narodowej. 21 grudnia został wybrany na premiera Peru. Został zaprzysiężony 15 stycznia 2023 roku. 5 marca 2024 roku poddał się do dymisji w wyniku ujawnienia kompromitujących go nagrań poddał się wraz z całym rządem do dymisji.